# 동방삭 (드라마)
《동방삭》(중국어 간체자: 东方朔, 정체자: 東方朔, 병음: Dōng fāng shuò 둥팡숴[*], Dong fang Shuo 둥팡숴[*])은 중국의 텔레비전 드라마이다.

## 등장 인물
- 정전(程前) : 동방삭(東方朔) 역
- 근동(靳东): 한무제(漢武帝) 역